# 量子跃迁
量子跃迁（quantum jump）又称量子跳跃、量子跳變，是量子系统（原子、分子、原子核）从一个量子态到另一个量子态，并从一个能级到另一个能级的“突然转变”，属一量子物理学术语。当量子系统吸收能量时，会发生向更高能级的转变，此过程称为激发（excitation）；而当量子系统失去能量时，会过渡到较低的能级，此过程称为退激（deexcitation）。
量子跃迁常指电子从原子的一个轨道状态（量子态）跳跃到另一个轨道状态（量子态）上的过程；这一过程是不连续的，也就是不存在电子处于两个轨道之间的状态。

## 外部連結
YouTube上的